# 蘇狄雄
蘇狄雄（英語：Ben So Tik Hung；1987年2月11日—），人稱「雄仔」、「狄狄仔」，是前香港賽馬會所屬自由身騎師，曾跟隨練馬師何良學藝。2019/2020年度馬季，蘇狄雄決定於馬季完結後掛靴，結束多年來的策騎生涯。蘇狄雄掛靴後，曾轉任大衛希斯馬房的高級策騎員，後於2023/2024年度馬季起成為沈集成馬房的助理練馬師，2025/2026馬季轉任黎昭昇副練。

## 經歷
蘇狄雄曾獲派往西澳洲跟隨練馬師魏偉成實習一年，截至2008年11月24日，他在當地策騎出賽共156次，贏得12場頭馬、並取得21次亞軍、14次季軍的成績。蘇狄雄獲准由2008年12月24日開始回港策騎出賽，並在2008年12月28日首次在港出賽。
蘇狄雄相隔接近半年後，於2009年6月13日憑策騎「大有運」贏得在港首場頭馬（與梁家俊策騎的「酒勝」平頭冠軍），而他在港取得首場非平頭的頭馬，則在2009年6月21日憑策騎呂健威馬房的「夢寐以求」時所取得。
踏入2010年，蘇狄雄成績轉好，尤其是在跑馬地馬場出賽，令他多次成為騎師王。
2010年3月10日，蘇狄雄於跑馬地馬場第二場賽事憑策騎「星光活力」勝出其在港第20場頭馬，使他日後在一般讓磅賽事獲減至讓7磅優惠。
2010年3月21日，蘇狄雄在三級賽精英碟賽事中憑策騎何良馬房的「好先生」取勝，個人首度在港勝出分級賽。
2010年4月4日，蘇狄雄在一場三班1000米賽事中策騎「大有運」，馬匹遲遲未能發力，導致馬匹遙遙墮後，雖然最後以強勁走勢追回第六，但是其騎法被競賽小組質疑，最終由4月11日起被罰停賽八個香港賽馬日。
2011年3月12日，蘇狄雄於沙田馬場策騎何良馬房的「奪寶」期間因未盡全力，被香港賽馬會競賽董事小組質疑，並安排於3月21日進行研訊。由於蘇氏已經第二次違反賽事規例，以及他的見習騎師身份，因此他被罰停賽10個賽馬日，由3月23日開始停賽，直至5月2日才可恢復策騎出賽。
2011年5月4日，蘇狄雄於跑馬地馬場第二場賽事憑策騎「魅力星」勝出其在港第45場頭馬，使他日後在一般讓磅賽事獲減至讓5磅優惠。
2012年4月15日，蘇狄雄於跑馬地馬場第三場賽事憑策騎「叻先生」勝出其在港第70場頭馬，正式成為自由身騎師，使他日後在一般讓磅賽事獲減至讓3磅優惠。賽後，香港賽馬會賽馬事務執行總監利達賢於畢業禮上，頒發紀念銀碟予蘇狄雄。
2013年7月10日馬季煞科日，蘇狄雄在跑馬地馬場尾場賽事策騎葉楚航馬房的「勁飛翔」，座騎最終在他胯下以大熱門身分擊敗對手順利掄元，替練者葉楚航首奪香港冠軍練馬師殊榮。
蘇狄雄在瘦肉精事件中受惠，2013年6月2日由黎海榮策騎一定贏被因驗出瘦肉精取消資格，蘇狄雄策騎火紅人遞補冠軍，勝出其在港第95場頭馬，使他日後在一般讓磅賽事獲減至讓2磅優惠。
2013年11月24日，蘇狄雄於沙田馬場策騎徐雨石馬房的「團隊精神」期間因未盡全力，被香港賽馬會競賽董事小組質疑，並安排於11月28日進行研訊。由於蘇氏已經第三次違反賽事規例，因此他被罰停賽16個賽馬日，由2013年12月1日開始停賽，直至2014年1月27日才可恢復策騎出賽。
2013/2014年度馬季，蘇狄雄合共勝出12場頭馬，累計在港勝出頭馬107場。
2017年6月11日，蘇狄雄於沙田馬場第九場賽事策騎葉楚航馬房的「軍勇戰略」期間，座騎被當時向後急劇墮退的「勝利日」撞個正着，蘇狄雄因而墮馬倒地，被即時送往威爾斯親王醫院接受治理。蘇狄雄經檢查後，證實其右上臂受傷，需要暫停策騎一段長時間。
2018年4月18日，蘇狄雄經過長時間休養後，正式恢復策馬進行操練。2018年5月18日，蘇狄雄獲醫生證明已無恙，並適宜在5月30日沙田泥地夜賽中恢復策騎出賽。
2018年6月6日，蘇狄雄於跑馬地馬場第四場賽事憑策騎何良馬房的「驫驫」獲勝，贏得他在該季唯一一場頭馬。
蘇狄雄傷癒復出後不久再飽受健康困擾，2018年11月，蘇狄雄因眼疾而需暫停策騎，並一直休養至2019年1月。2019年1月8日，蘇狄雄恢復策騎馬匹操練，並於1月19日在跑馬地馬場替何良馬房的三駒試閘。2019年1月22日，蘇狄雄獲香港賽馬會首席賽事醫療主任確認，可於1月27日恢復策騎出賽。2019年2月2日，蘇狄雄憑策騎高伯新馬房的「陽光大地」獲勝，打開季內勝利之門，賽後蘇狄雄更興奮得在馬鞍上跳下慶祝。
2019年10月30日，蘇狄雄於跑馬地馬場第旗場賽事憑策騎丁冠豪馬房的「大師級」，勝出其該季首場頭馬及在港第150場頭馬。
2020年5月5日，蘇狄雄宣佈因受傷患困擾，決定不會申請2020-2021年度馬季騎師牌照，結束多年來在港策騎生涯。他退役後，會轉戰幕後擔當騎馬人一職，長遠目標成為一名練馬師。
2020年6月3日，蘇狄雄於跑馬地馬場第四場賽事憑策騎容天鵬馬房的「翹軍」，以284倍大冷門身份勝出賽事，成為歷來跑馬地馬場最高的獨贏派彩紀錄，亦是繼2001年10月13日岳敦馬房的「百勝福星」以318倍大冷門勝出賽事後，歷來第二高的獨贏派彩紀錄。同日，他在第八場三班1650米賽事策騎蘇偉賢馬房的「神舟寶駒」再下一城，爆出53倍冷門。
蘇狄雄在港合共勝出153場頭馬，其策騎生涯最後一場頭馬在2020年6月3日憑策騎蘇偉賢馬房的「神舟寶駒」取得。

## 掛靴後生活
蘇狄雄掛靴後，曾擔任大衛希斯馬房的高級策騎員三年。2023年6月16日，他獲香港賽馬會牌照委員會發出助理練馬師牌照，准許他於2023/2024年度馬季起獲擢升為沈集成馬房的助理練馬師。
2023年10月，蘇狄雄陪同沈集成遠征澳洲協助他打點操練「浪漫勇士」，並於同月28日見證「浪漫勇士」勝出澳洲頂級一級賽覺士盾。

## 主要勝出賽事
香港
- 精英碟 - (1) - 好先生 (2010)

- 其士盃 - (2) - 高點 (2010)、如願以償 (2012)

## 成就
- 香港冠軍見習騎師 - (1) - (2011-2012年度馬季)

## 在港策騎成績
| 年度        | 冠  | 亞  | 季  | 殿  | 第五 | 出賽次數 | 所贏獎金（港元）  | 備註                         |
| ----------- | --- | --- | --- | --- | ---- | -------- | ----------------- | ---------------------------- |
| 2008 - 2009 | 2   | 7   | 6   | 4   | 9    | 113      | $ 2,857,600       | 策騎首季                     |
| 2009 - 2010 | 27  | 33  | 26  | 24  | 26   | 349      | $ 22,408,962      | 第2季                        |
| 2010 - 2011 | 19  | 21  | 19  | 29  | 21   | 333      | $ 14,621,650      | 第3季                        |
| 2011 - 2012 | 26  | 29  | 26  | 21  | 31   | 369      | $ 21,043,312      | 第4季 (香港冠軍見習騎師得主) |
| 2012 - 2013 | 21  | 19  | 28  | 31  | 34   | 387      | $ 18,816,550      | 第5季                        |
| 2013 - 2014 | 12  | 12  | 10  | 16  | 18   | 333      | $ 9,141,000       | 第6季                        |
| 2014 - 2015 | 16  | 17  | 19  | 23  | 23   | 381      | $ 14,988,150      | 第7季                        |
| 2015 - 2016 | 13  | 13  | 20  | 21  | 29   | 335      | $ 12,918,075      | 第8季                        |
| 2016 - 2017 | 6   | 15  | 13  | 16  | 16   | 319      | $ 9,207,275       | 第9季                        |
| 2017 - 2018 | 1   | 3   | 5   | 3   | 5    | 52       | $ 2,163,650       | 第10季                       |
| 2018 - 2019 | 6   | 7   | 7   | 16  | 13   | 259      | $ 7,492,725       | 第11季                       |
| 2019 - 2020 | 4   | 10  | 13  | 10  | 18   | 320      | $ 8,847,787.50    | 第12季                       |
| 總計        | 153 | 186 | 192 | 214 | 243  | 3,550    | ＄ 144,506,736.50 |                              |

## 在港策騎資料
|                      | 日期          | 賽事                      | 場地 | 馬場     | 馬名   | 練馬師 | 名次 | 獨贏賠率 |
| -------------------- | ------------- | ------------------------- | ---- | -------- | ------ | ------ | ---- | -------- |
| 初出賽               | 2009年1月1日  | 第四班 - 1400米           | 草地 | 沙田馬場 | 多快樂 | 何良   | 14   | 99       |
| 首勝利               | 2009年6月13日 | 第三班 - 1000米           | 草地 | 沙田馬場 | 大有運 | 何良   | 1    | 47       |
| 級際賽初出賽         | 2010年3月21日 | 三級賽 - 1800米（精英碟） | 草地 | 沙田馬場 | 好先生 | 何良   | 1    | 2.7      |
| 級際賽首勝利         | 2010年3月21日 | 三級賽 - 1800米（精英碟） | 草地 | 沙田馬場 | 好先生 | 何良   | 1    | 2.7      |
| 一級賽初出賽         | —             | —                         | —    | —        | —      | —      | —    | —        |
| 一級賽首勝利         | —             | —                         | —    | —        | —      | —      | —    | —        |
| 四歲系列經典賽初出賽 | —             | —                         | —    | —        | —      | —      | —    | —        |
| 四歲系列經典賽首勝利 | —             | —                         | —    | —        | —      | —      | —    | —        |

## 外部連結
- 騎師資料 蘇狄雄（页面存档备份，存于）